# Agave vilmoriniana
Agave vilmoriniana, de nombre común amole, es una especie del género Agave. El botánico Alwin Berger describió en 1913 esta especie basándose en los especímenes recogidos por Leon Diguet y cultivados en el Jardín de plantas de París. Las primeras plantas silvestres las descubrió Joseph Nelson Rose en México cerca de Guadalajara en 1899. 

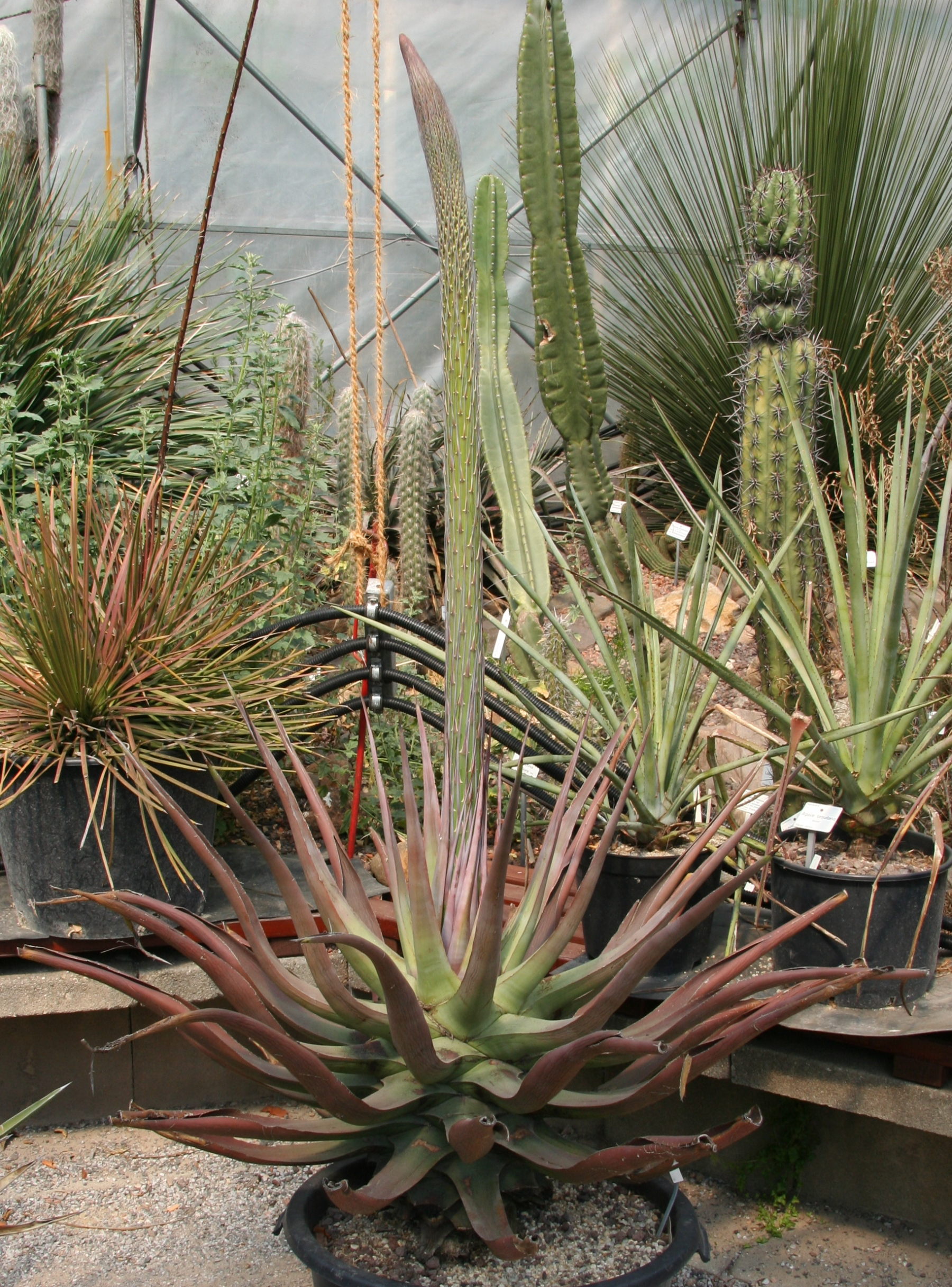
Vista de la planta

## Distribución y hábitat
En la naturaleza, el pulpo del agave prefiere los acantilados de barrancas de Sonora meridional con Sinaloa a Jalisco y a Aguascalientes, típicamente entre las elevaciones de 600 a 1700 m s. n. m. . Esta especie es muy rica en saponina y en partes de México se cortan las hojas, se secan, y las fibras se baten para hacerlas en un cepillo con el jabón incorporado.

## Taxonomía
Agave vilmoriniana fue descrito por Alwin Berger  y publicado en Repertorium Specierum Novarum Regni Vegetabilis 12: 503. 1913.
Etimología
Agave: nombre genérico que fue dado a conocer científicamente en 1753 por el naturalista sueco Carlos Linneo, quien lo tomó del griego Agavos. En la mitología griega, Ágave era una ménade hija de Cadmo, rey de Tebas que, al frente de una muchedumbre de bacantes, asesinó a su hijo Penteo, sucesor de Cadmo en el trono. La palabra agave alude, pues, a algo admirable o noble.
vilmoriniana: epíteto otorgado en honor de Maurice de Vilmorin.
Sinonimia
- Agave eduardii Trel.
- Agave houghii Trel.
- Agave mayoensis Gentry[3] [4][5]